# Ведекинд, Христоф Фридрих
Христоф Фридрих Ведекинд, нем. Christoph Friedrich Wedekind (15 апреля 1709, замок Риклинген, Вунсторф — 3 октября 1777, Киль) — немецкий поэт, сочинитель злободневных стихов и песен. Наибольшую известность получил как автор студенческой песни «Крамбамбули».
Публиковал произведения под псевдонимом Кресценциус Коромандель, Crescentius Koromandel. Также иногда подписывался как Николаус Христоф Фридрих Виттекинд, Nikolaus Christoph Friedrich Wittekind, или Виттекиндус, Wittekindus, в честь саксонского национального героя Виттекинда.